# Bas de Bitínia
Bas (en grec antic Βᾶς) fou rei de Bitínia durant cinquanta anys, del 377 aC al 326 aC.
Va succeir al seu pare Boteires (390 aC-377 aC). Abans del 330 aC va derrotar el general macedoni Cales, enviat per Alexandre el Gran, i va aconseguir mantenir la independència del país. Va morir amb 71 anys el 326 aC i el va succeir el seu fill Zipetes.